# Parafia Najświętszego Serca Pana Jezusa w Nietkowicach
Parafia Najświętszego Serca Pana Jezusa w Nietkowicach – rzymskokatolicka parafia we wsi Nietkowice, należąca do dekanatu Sulechów diecezji zielonogórsko-gorzowskiej, metropolii szczecińsko-kamieńskiej w Polsce, erygowana 1 czerwca 1951. Mieści się pod numerem 65.